# Аеропорт Ростова-на-Дону
Аеропорт Ростов-на-Дону — аеропорт (до 2017 міжнародний), розташований за 8 км на схід від міста Ростов-на-Дону, на півдні Росії.
З 7 грудня 2017 року всі пасажирські рейси перенесені до аеропорту Платов.

## Ресурси Інтернету
- Офіційний сайт аеропорту Ростов-на-Дону [Архівовано 5 серпня 2016 у Wayback Machine.]